# Squatina
Squatiniformes, Squanidae · Anges de mer, Squatines, Requin-ange
Pour les articles homonymes, voir Ange de mer.
Ordre
Famille
Genre
Les  anges de mer, requins-anges ou squatines (Squatiniformes) forment un ordre de requins. Une seule famille (Squanidae) et un seul genre (Squatina) sont répertoriés pour cet ordre qui compte treize espèces (et quelques sous-espèces). 

## Caractéristiques
Les anges de mer sont des prédateurs à l'affût qui se nourrissent de poissons vivant sur les fonds marins, et qu'ils guettent dissimulés dans le sable avant de projeter vers eux leur bouche extensible. Leurs nageoires ne sont pas soudées à la tête. Ils ont un corps aplati comme les raies, avec d'amples « ailes » pectorales en trapèze ou en triangle, et de larges nageoires pelviennes. Les dorsales sont petites et ils n'ont pas de nageoire anale. Ils ont cinq paires de fentes branchiales qui sont ventrolatérales. La bouche courte est terminale et armée de petites dents servant à empaler des proies. 
Leur peau est épaisse et très rugueuse, à tel point que Pline l'Ancien indique au livre IX de son Histoire naturelle (vers 77 apr. J.-C.) qu'on l'utilise pour polir le bois et l'ivoire.
Toutes les espèces sont ovovivipares.
Les squatines vivent dans les eaux chaudes et tempérées du globe. 

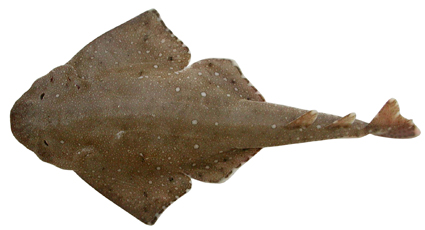
Silhouette de Squatina australis
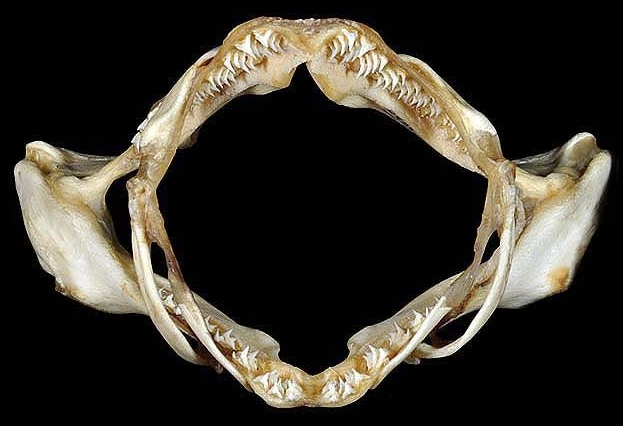
Mâchoire d'une Squatina californica

## Classification
- ordre Squatiniformes
  - famille Squatinidae Bonaparte, 1838
    - genre Squatina Duméril, 1806

| Selon FishBase (3 août 2015) : - Squatina aculeata (Cuvier), 1829 - Ange de mer épineux - Squatina africana (Regan), 1908 - Ange de mer africain - Squatina albipuncatata (Last & W.T.White), 2008 - Squatina argentina (Marini), 1930 - Ange de mer argentin - Squatina armata (Philippi), 1887 - Squatina australis (Regan), 1906 - Ange de mer australien - Squatina caillieti (J.H.Walsh,Ebert & Compagno), 2011 - Squatina californica (Ayres), 1859 - Ange de mer du Pacifique - Squatina dumeril (Lesueur), 1818 - Ange de mer de sable - Squatina formosa (S.C.Shen & W.H.Ting), 1972 - Ange de mer moinillon ou Ange de mer de Chine - Squatina guggenheim (Marini), 1936 - Squatina heteroptera (Castro-Aguirre,Espinoza-Perez & Huidobro-Campos), 2007 - Squatina japonica (Bleeker), 1858 - Ange de mer kasuzame ou Ange de mer du Japon - Squatina legnota (Last & W.T.White), 2008 - Squatina mexicana (Castro-Aguirre,Espinoza-Perez & Huidobro-Campos), 2007 - Squatina nebulosa (Regan), 1906 - Ange de mer nébuleux - Squatina occulta (Vooren & K.G.da Silva), 1992 - Squatina oculata (Bonaparte), 1840 - Ange de mer ocellé - Squatina pseudocellata (Last & W.T.White), 2008 - Squatina punctata (Marini), 1936 - Squatina squatina (Linnaeus), 1758 - Ange de mer commun - Squatina tergocellata (McCulloch), 1914 - Ange de mer bougeois ou Ange de mer orné - Squatina tergocellatoides (J.S.T.F.Chen), 1963 - Ange de mer dandy | Selon ITIS (3 août 2015) : - Squatina aculeata Cuvier, 1829 - Squatina africana Regan, 1908 - Squatina argentina (Marini, 1930) - Squatina australis Regan, 1906 - Squatina californica Ayres, 1859 - Squatina dumeril Lesueur, 1818 - Squatina formosa Shen et Ting, 1972 - Squatina japonica Bleeker, 1858 - Squatina nebulosa Regan, 1906 - Squatina oculata Bonaparte, 1840 - Squatina squatina (Linnaeus, 1758) - Squatina tergocellata McCulloch, 1914 - Squatina tergocellatoides Chen, 1963 |

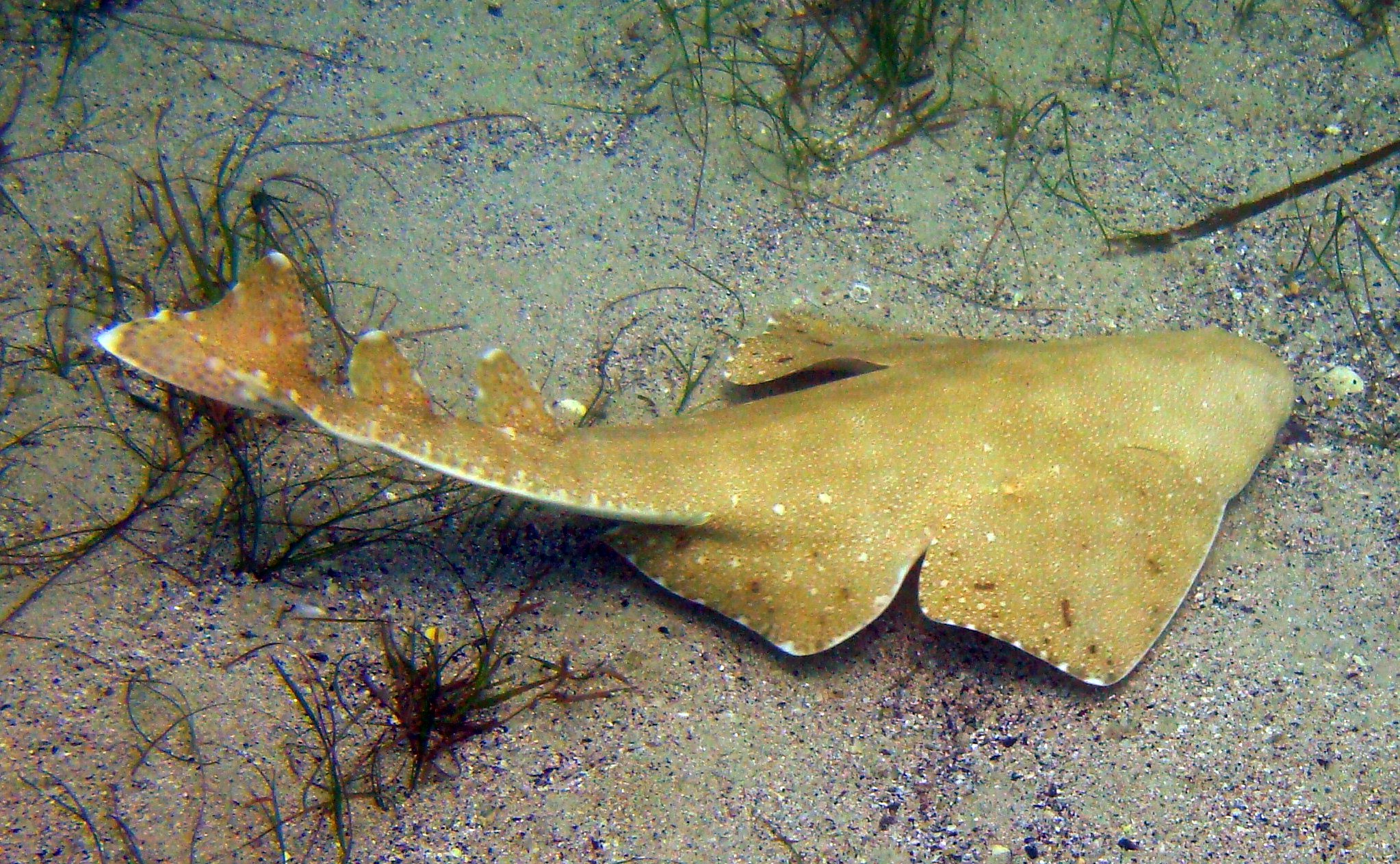
Squatina australis
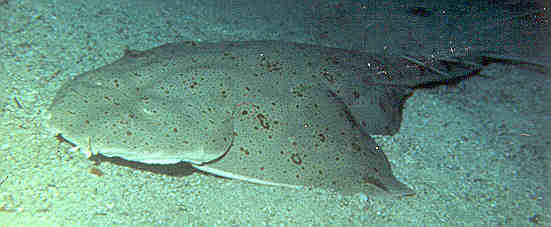
Squatina californica
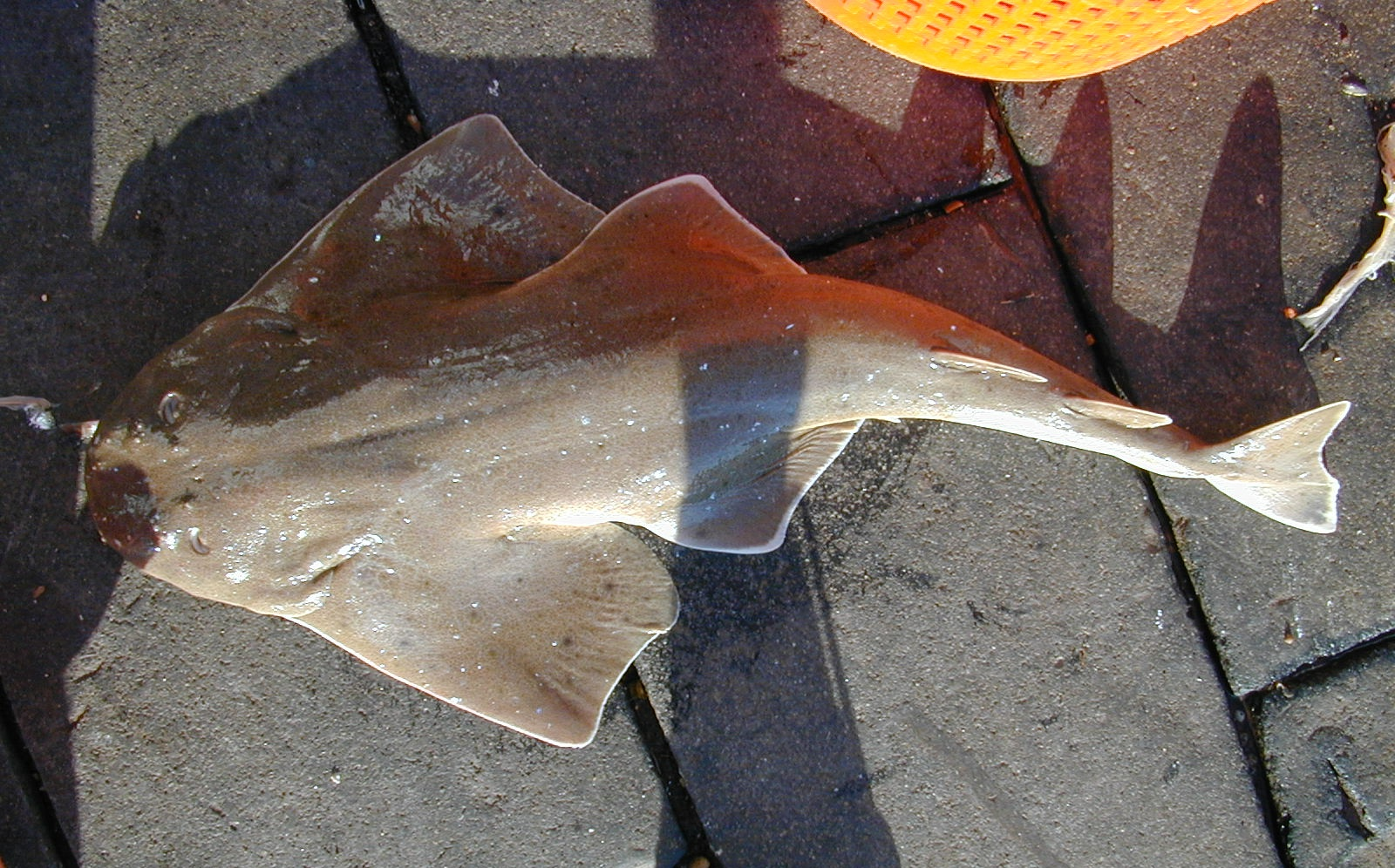
Squatina dumeril
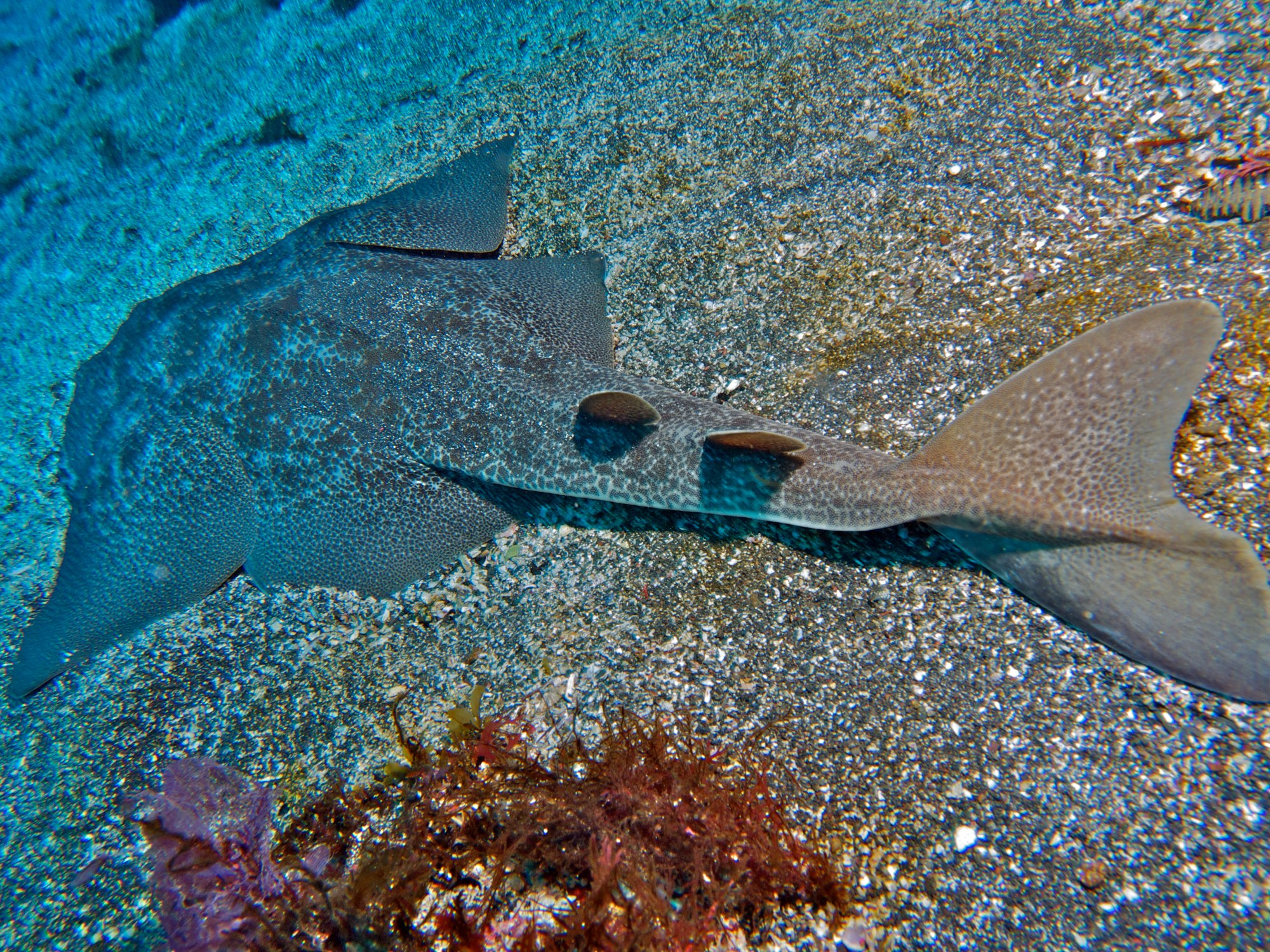
Squatina japonica
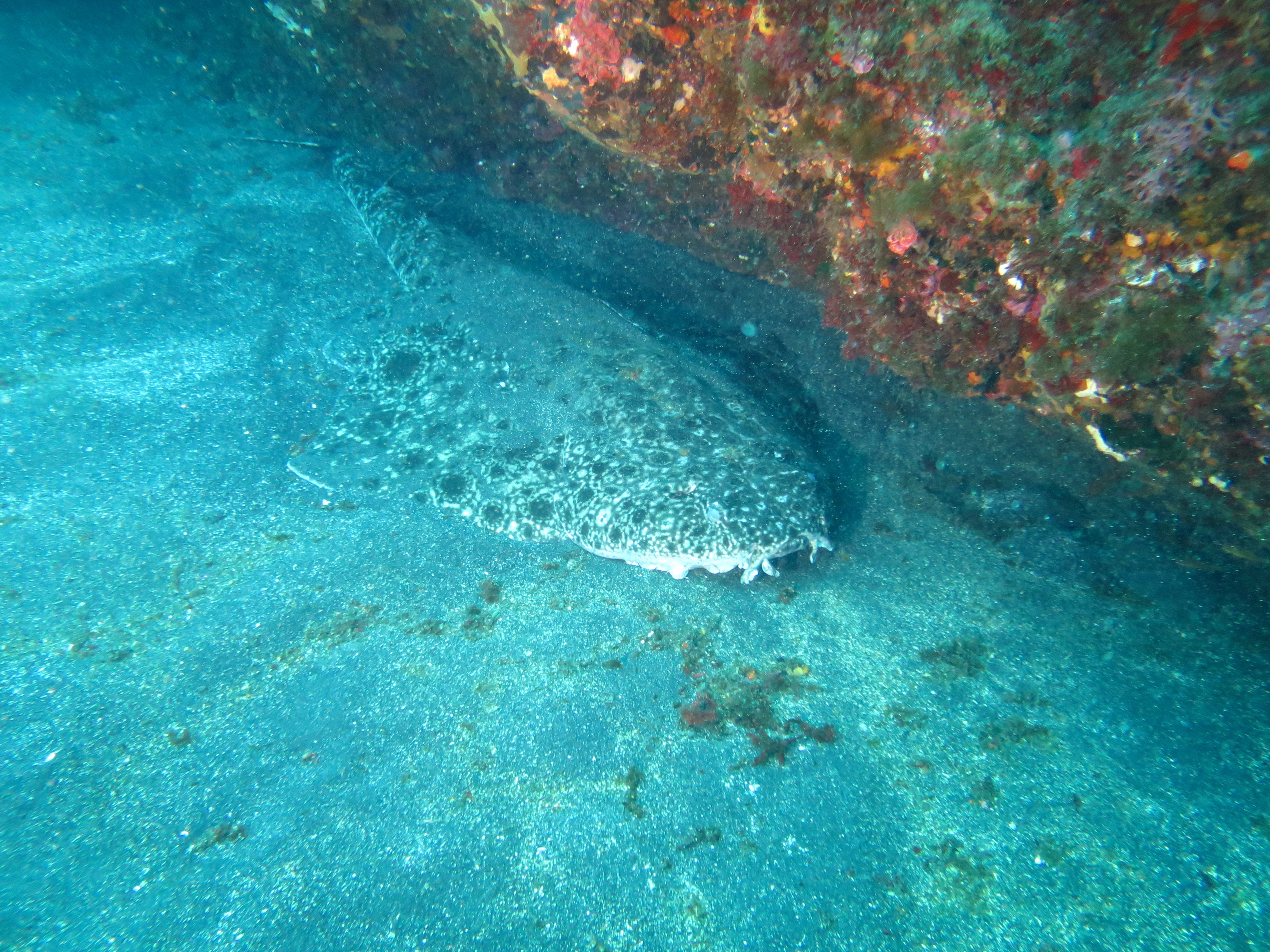
Squatina nebulosa
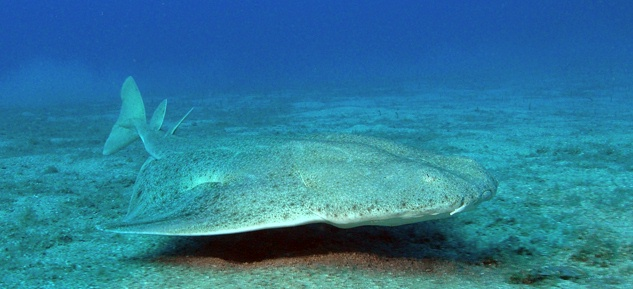
Squatina squatina
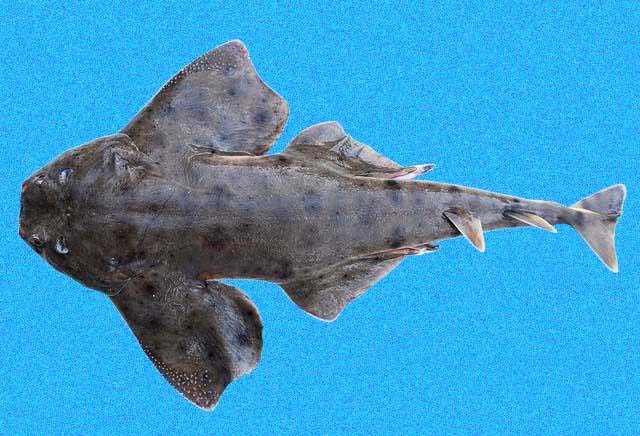
Squatina armata
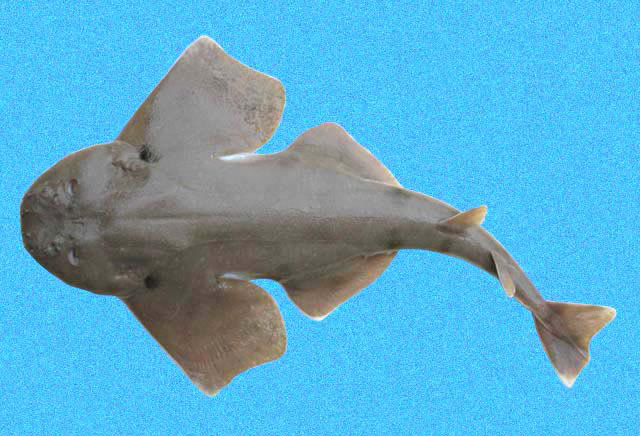
Squatina heteroptera
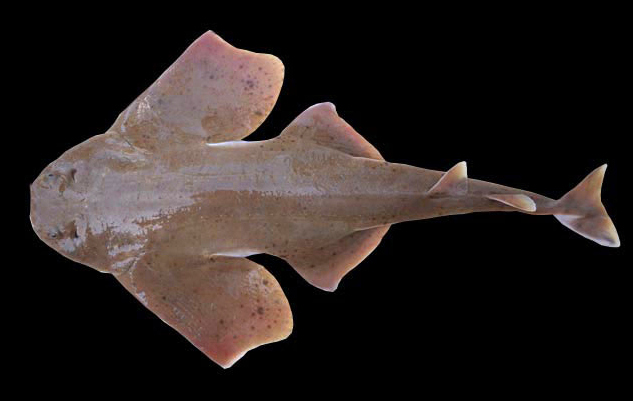
Squatina mexicana
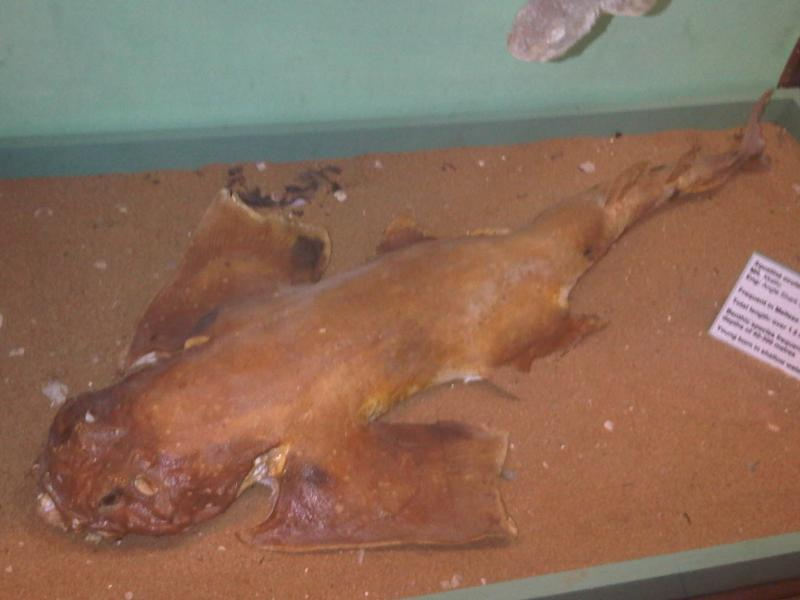
Squatina oculata
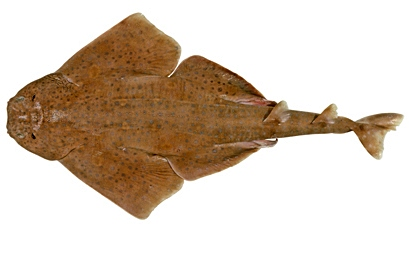
Squatina pseudocellata
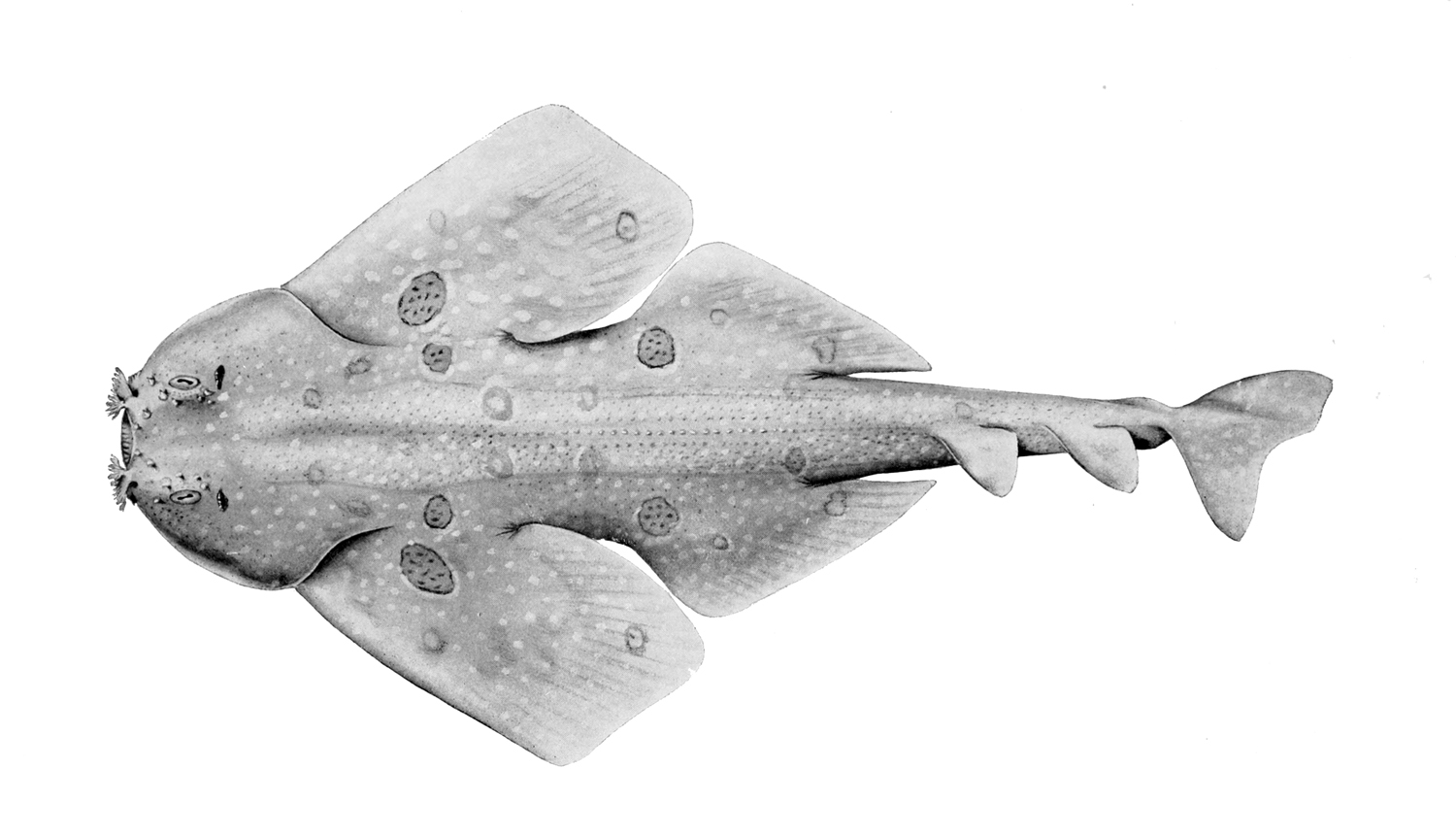
Squatina tergocellata